# Davayat
Davayat ist eine französische Gemeinde mit 646 Einwohnern (Stand 1. Januar 2022) im Département Puy-de-Dôme in der Region Auvergne-Rhône-Alpes (vor 2016 Auvergne). Sie gehört zum Arrondissement Riom und zum Kanton Saint-Georges-de-Mons (bis 2015 Combronde).

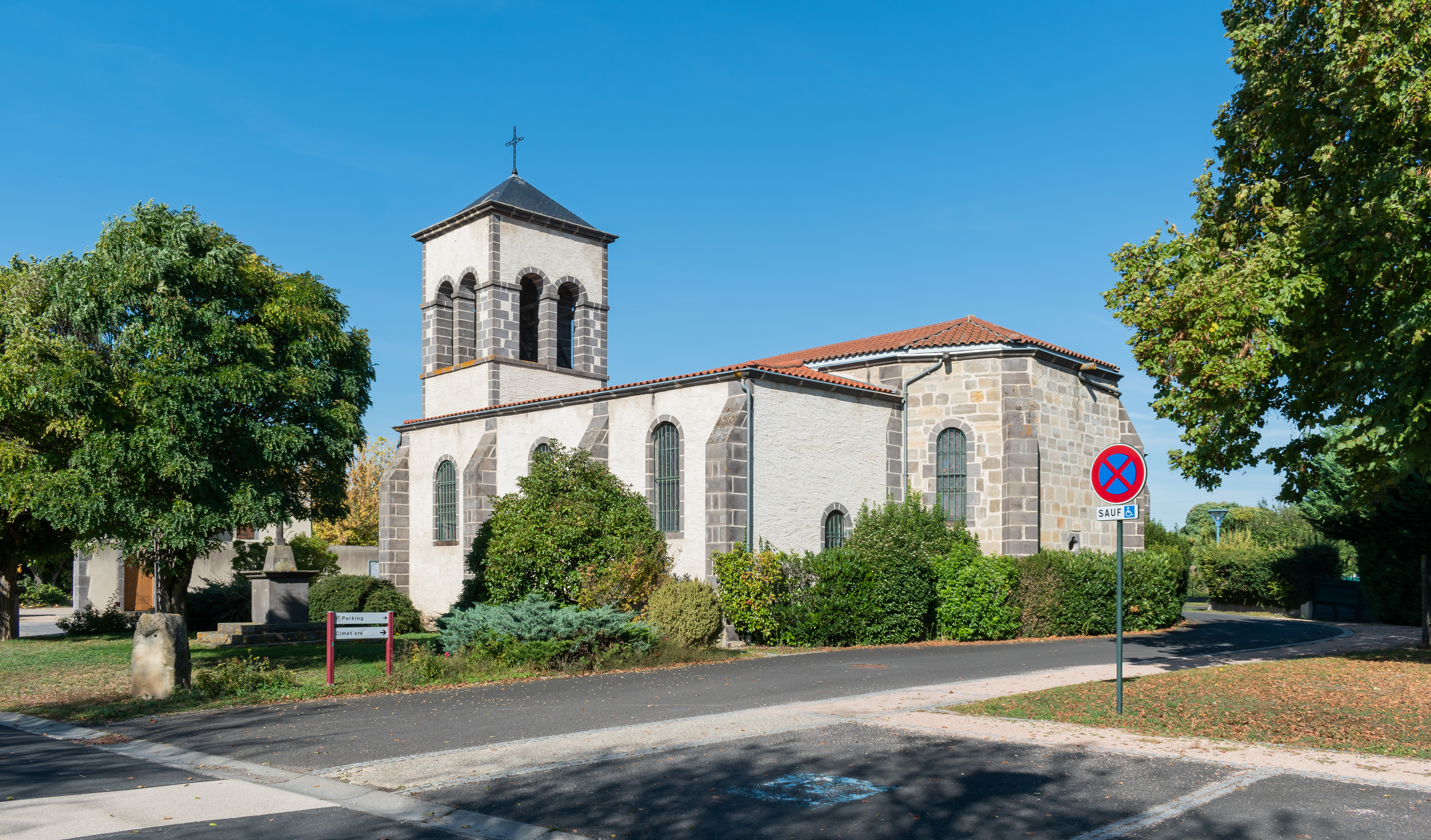
Kirche

## Geographie
Davayat liegt etwa acht Kilometer nördlich von Riom und etwa 23 Kilometer nördlich von Clermont-Ferrand am Flüsschen Chambaron. Umgeben wird Davayat von den Nachbargemeinden Beauregard-Vendon im Norden, Cellule im Osten, Saint-Bonnet-près-Riom im Süden sowie Gimeaux im Westen.
Durch die Gemeinde führt die aus der Autoroute A71 und Autoroute A89 vereinigte Autobahn.

## Bevölkerungsentwicklung
| Jahr                       | 1962 | 1968 | 1975 | 1982 | 1990 | 1999 | 2006 | 2013 |
| Einwohner                  | 250  | 252  | 243  | 421  | 508  | 510  | 558  | 587  |
| Quellen: Cassini und INSEE |      |      |      |      |      |      |      |      |

## Sehenswürdigkeiten
- Der Menhir Pierre du Tombeau (auch Menhir von Montoute genannt) steht in einem Vorgarten an der Rue de l’Eglise (D 17) in der Mitte des Dorfes.

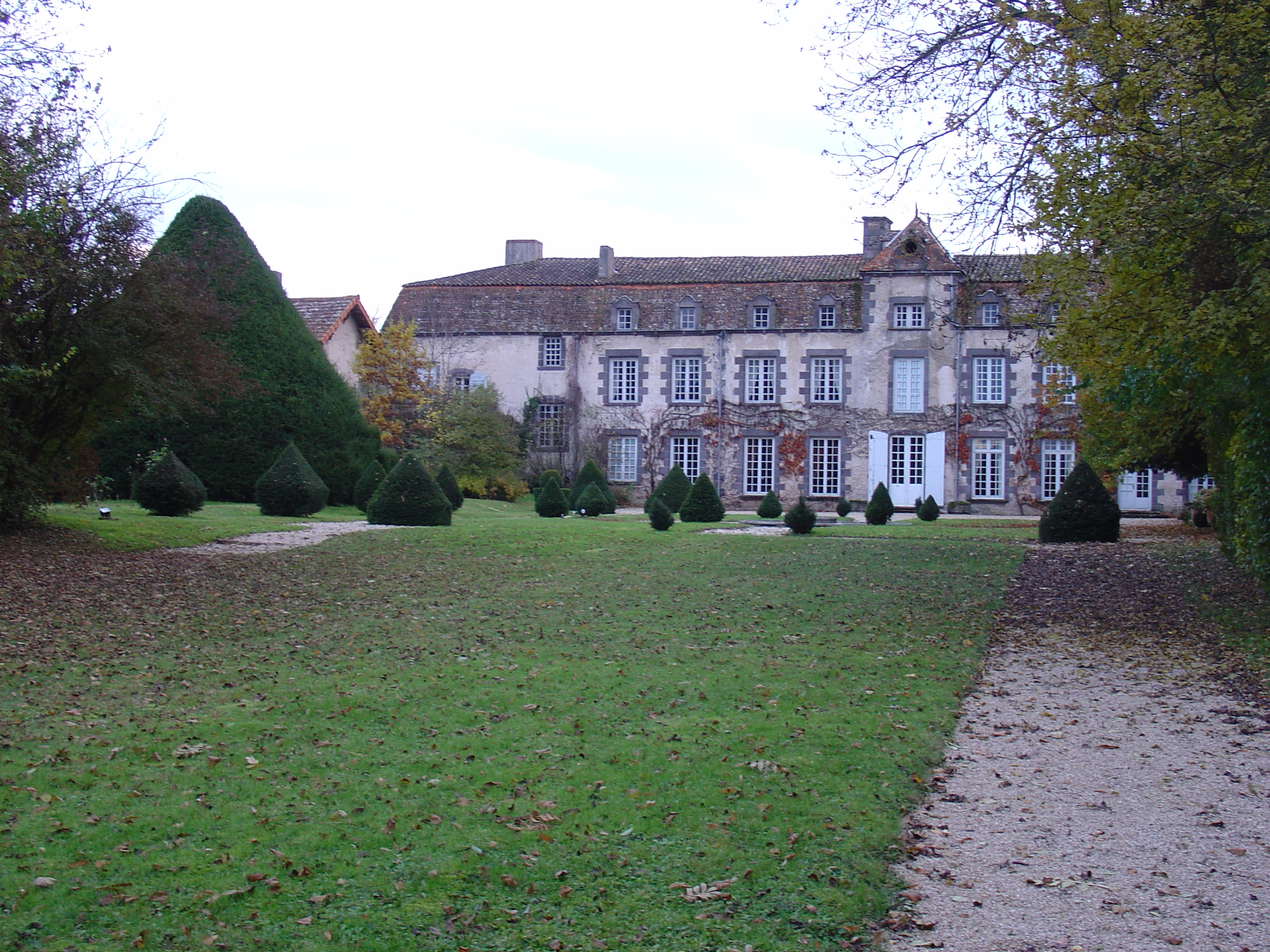
Schloss Davayat

- Stein von Sainte-Flamine
- Kirche Saint-Julien
- Schloss Davayat